# Sarzay
Sarzay é uma comuna francesa na região administrativa do Centro, no departamento Indre. Estende-se por uma área de 18,76 km². Em 2010 a comuna tinha 312 habitantes (densidade: 16,6 hab./km²).